# Almuzara (Cármenes)
Almuzara es una localidad española perteneciente al municipio de Cármenes, en la provincia de León, comunidad autónoma de Castilla y León.

## Toponimia
El nombre de Almuzara tiene un claro origen mozárabe que surge de las teorías apoyadas por el historiador leonés Maximiliano González Flórez que indican que esta localidad fue un poblado de nueva creación fruto de la repoblación en que algún momento hubo una pista para caballos, un hipódromo, que es de donde viene este topónimo. Se contempla este hecho en su raíz árabe clásico المَسار (āl-Masār), que derivó al árabe medieval المُصارة (āl-Musāra), que derivaría en su forma actual المُزارة (al Muzāra`ah).

## Geografía

### Ubicación
| Noroeste: Cármenes         | Norte: Pontedo | Noreste: Canseco |
| Oeste: Barrio de la Tercia |                | Este: Valverdín  |
| Suroeste Gete              | Sur: Gete      | Sureste: Gete    |

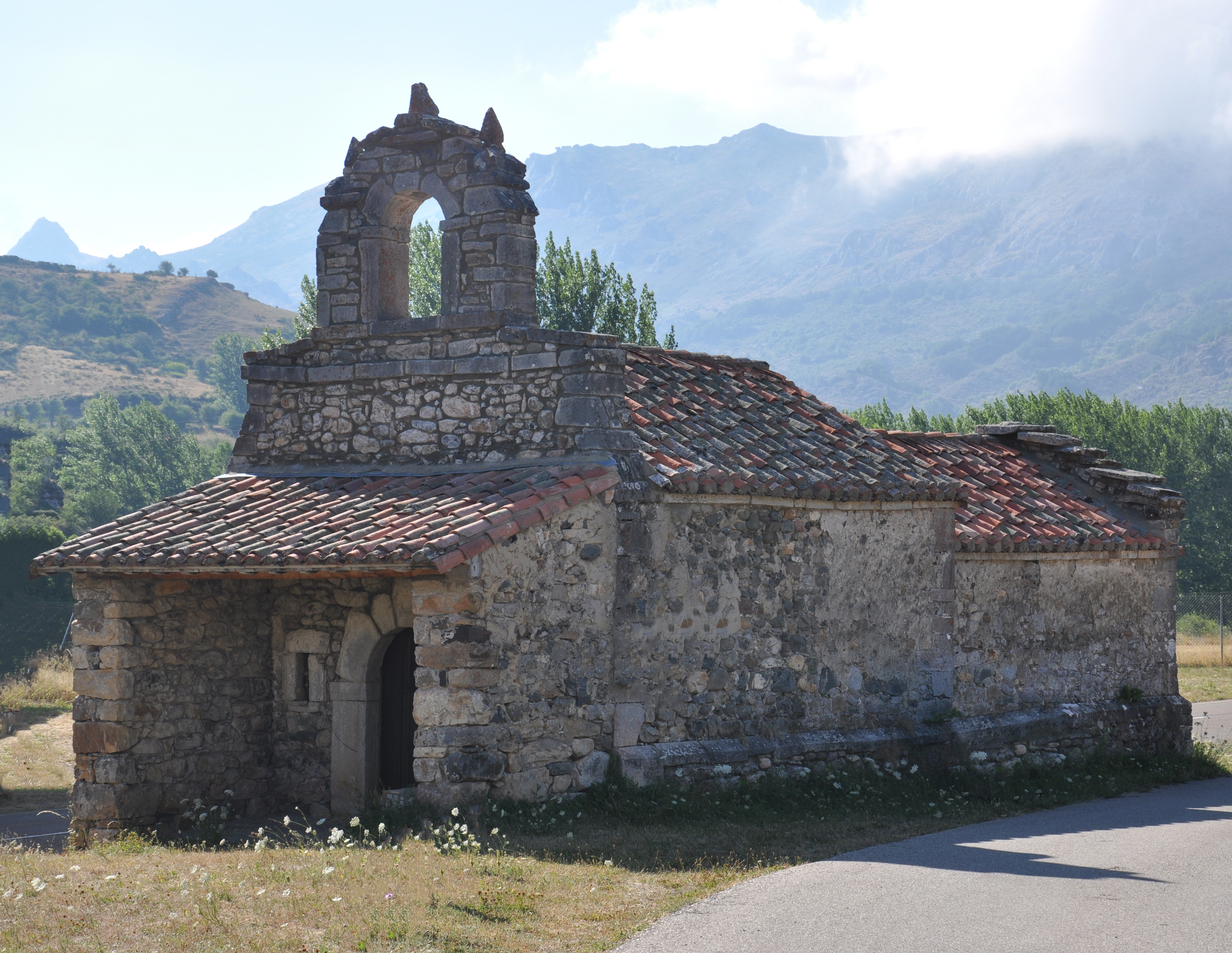
Ermita de Santiago de Almuzara

Almuzara se encuentra en el llano de la zona Norte de la garganta que crea el río Torío.

## Historia

### Edad Moderna
En el Diccionario geográfico universal, redactado de la mano de Antonio Vegas, viene redactada esta localidad de la siguiente manera:

Almuzara: Lugar de España, Partido y Jurisdicción de León, en el Concejo de la Mediana de Argüello: es Pueblo de Realengo, con Alcaldes Ordinarios por los vecinos; y tiene una iglesia parroquial.
Diccionario geografico universal

### Edad Contemporánea
En cuanto a las fuentes en papel más antiguas conocidas de esta época del siglo XIX en referencia directa a este pueblo, se encuentra el Diccionario geográfico-estadístico de España y Portugal:

ALMUZARRA, lugar de realengo de España, provincia y partido de León, concejo de la Mediana de Argüello, alcalde ordinario, 10 vecinos, 47 habitantes, 1 parroquia. Sitiado a 6 leguas y media de la capital. Confluyen por el norte con Escovio y Peña de Pontedo, por Oeste con Camino, por Sur con Valverde, y por el Este con el concejo de Lugueros. Riegan su término el río Torío y pasa por su inmediación la carretera que conduce desde el puerto de Piedrafita al concejo de Vega-Cervera. Produce granos, legumbres, pastos y ganado.
Diccionario geográfico-estadístico de España y Portugal

En el tomo II del Diccionario geográfico-estadístico-histórico de España y sus posesiones de Ultramar se describe así Almuzara , obra impulsada por Pascual Madoz a mediados del siglo XIX:

Lugar en la provincia y diócesis de León (6 y 1/2 leguas), partido judicial de La Vecilla (1 y 1/2) y ayuntamiento de Cármenes (1/4): sitiado a la falda Sur de las Penas de Pontedo, e izquierda del río Torío: el clima, aunque frio, es sano. Tiene por iglesia una ermita, bajo la advocación de Santiago, anejo de la Parroquia de Cármenes: el término se extiende a 1/8 de legua desde el centro a la circunferencia: Confina al Norte con el de Pontedo, por el Este con el de Valverde, por el Sur con el de Gete y por el Oeste con el de Cármenes, interpuesto el Torío. El terreno , en lo general quebrado y poco fértil, cuenta unas 20 fanegas de tierra para cultivo, pero tiene buenos prados con regadío para pastos: produce centeno, trigo y legumbres en corta cantidad: la industria pecuaria y la arriería es la ocupación de estos naturales: población de 9 vecinos, y 16 almas. Contribución con el ayuntamiento (Véase).
Diccionario geográfico-estadístico-histórico de España y sus posesiones de Ultramar

## Demografía
Evolución de la población
| Gráfica de evolución demográfica de Almuzara entre 2000 y 2024     |
|                                                                    |
| Población de derecho (2000-2023) según el padrón municipal del INE |